# Fort Liberté (kommun)
Fort Liberté är en kommun i Haiti.   Den ligger i departementet Nord-Est, i den nordöstra delen av landet, 120 km norr om huvudstaden Port-au-Prince.